# All Together Now
A Beatles "All Together Now" című dala először az 1969-es Yellow Submarine című albumon jelent meg. A dal Lennon–McCartney-szerzemény: Paul írta a verzéket és a refrént, John pedig a középrészt. Felvétele hat órát vett igénybe, kilenc felvétel készült belőle.
A "Yellow Submarine"-hez hasonlóan a szöveg meglehetősen egyszerű. A Beatles ezen a felvételen az 1950-es évek skiffle stílusában játszik, akusztikus gitárt, basszusgitárt és dobot használtak, majd ukulelét (bendzsót ?), szájharmonikát és minicintányért adtak a felvételhez. Paul énekelt, John és George pedig a refrénekben vokálozott, a kórusba pedig mindenkit összegyűjtöttek, aki épp a stúdióban volt. George ezen a dalon sem gitározik, csak énekel és tapsol, John pedig ukulelén (vagy bendzsón) játszik. A dal egy régi típusú autóduda hangjával ér véget.
A felvétel 1967. május 12-én készült, és még aznap megcsinálták a keverést, de csak 1969. január 17-én jelent meg.
Egyszerűsége miatt a brit focidrukkerek éveken át ezt a dalt énekelték. A Verizon Wireless nevű távközlési vállalat 2002-ben használta fel reklámjához. Amíg a Beatles 1968-ban Indiában volt és a Transzcendentális meditációt tanulták, Maharisi Mahes jógi tiszteletére a szöveget „E F G H I J I Love You"-ról „E F G H I, Jai Guru Dev”-re változtatták.
Szintén All Together Now a címe Harry Castleman és Walter Podrazik 1975-ben megjelent Beatles-diszkográfiájának.

## Közreműködők
- Paul McCartney – ének, akusztikus gitár, basszusgitár, taps
- John Lennon – ének, akusztikus gitár, ukulele, szájharmonika, autóduda, taps
- George Harrison – ének, taps
- Ringo Starr – dob, kétujjas minicintányér, taps

### Produkció
- Paul McCartney – producer
- Geoff Emerick – hangmérnök